# Aline Bernstein
Aline Bernstein (22 de diciembre de 1880 - 7 de septiembre de 1955) fue una diseñadora de vestuario estadounidense. Junto a Irene Lewisohn fundó el "Museum of Costume Art" (Museo del Arte del Vestido).

## Datos biográficos
Bernstein nació en 1880 en la ciudad de Nueva York, hija de Rebecca y Joseph Frankau (un actor). Antes de que cumpliese los 17 años, ambos progenitores habían fallecido y tuvo que ser criada por su tía, Rachel Goldsmith. Goldsmith regentaba una pensión para gente del mundo del espectáculo en la calle 44 oeste de Nueva York. Aline se casó con Theodore F. Bernstein, broker de Wall Street, el 19 de noviembre de 1902. Los Bernstein tuvieron dos hijos: Theodore Frankau Bernstein (1904-1949) y Edla Cusick (1906-1983). Aline Bernstein falleció el 7 de septiembre de 1955 en Nueva York a la edad de 74 años.

## Carrera
Bernstein comenzó su carrera dedicándose a la pintura pero pasó muy pronto a ser una importante diseñadora de vestuarios y escenarios de obras de teatro, ópera y comedias musicales. También escribió, siendo publicados dos de sus libros por Knopf. Era amiga personal de Blanche y Alfred Knopf.
En uno de sus libros, Three Blue Suits, publicado en 1933, uno de los personajes es llamado Eugene Lyons, está basado en su relación con Thomas Wolfe, con quien tuvo un affaire y al que trata con desdén, así como otro personaje, basado en su propio marido, del que también desdeña su carácter aunque negó posteriormente haberse refererido a él.

## Thomas Wolfe
Desde 1925 a 1930, Bernstein estuvo relacionada sentimentalmente con el escritor Thomas Wolfe, veinte años menor que ella, introduciéndole en un amplio círculo de artistas y editores establecidos en Nueva York. Wolfe se basó en ella al crear el personaje Esther Jack en sus novelas Of Time and the River (1935), The Web and the Rock (1939) y You Can´t Go Home Again (1940). Al fallecer el autor en 1938, Bernstein poseía algunos de los manuscritos sin publicar de Wolfe.